# Martillac
Martillac is een gemeente in het Franse departement Gironde (regio Nouvelle-Aquitaine). De plaats maakt deel uit van het arrondissement Bordeaux. Martillac telde op 1 januari 2022 3.581 inwoners.

## Geografie
De oppervlakte van Martillac bedroeg op 1 januari 2022 17,09 vierkante kilometer; de bevolkingsdichtheid was toen 209,5 inwoners per km².

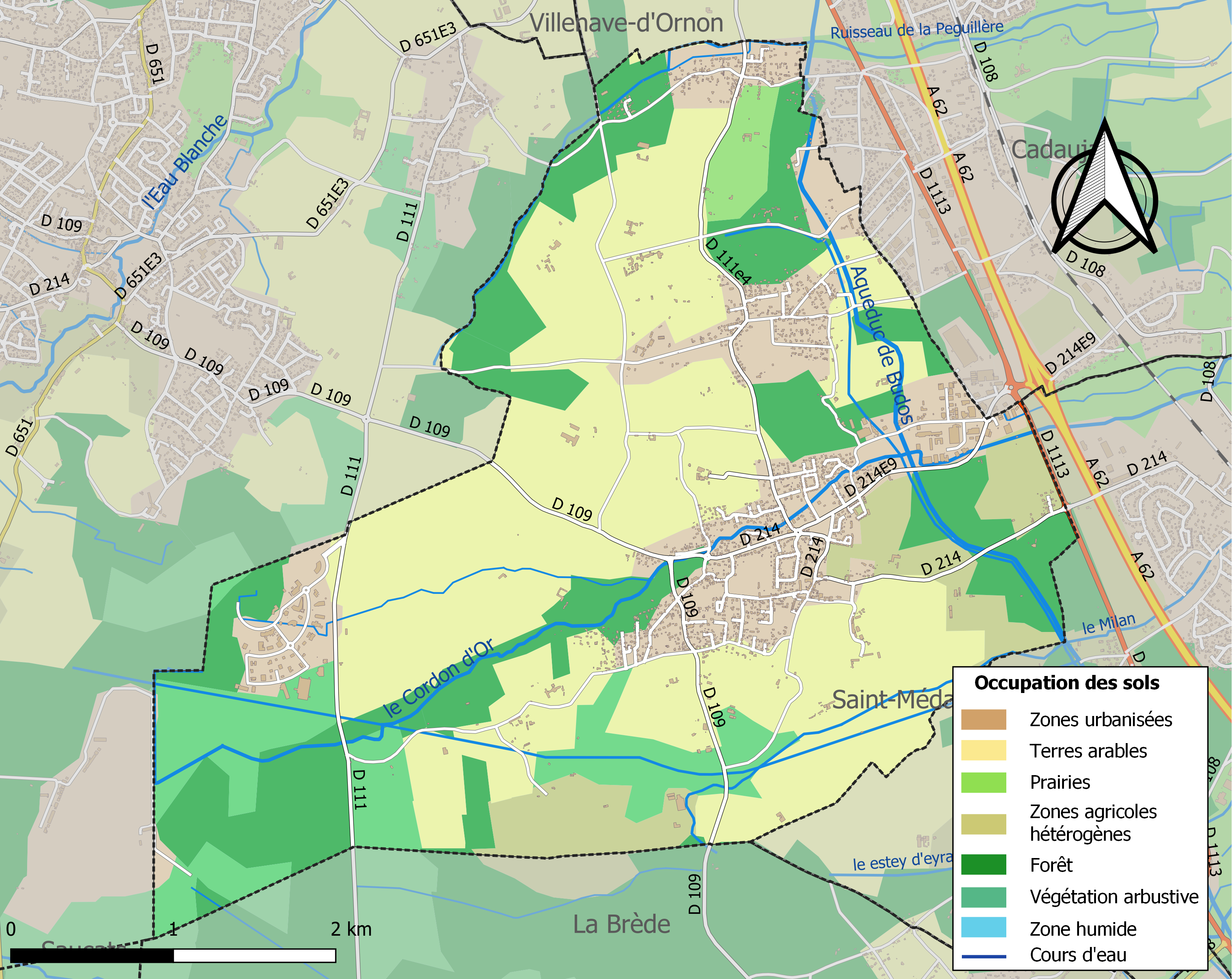
Kaart van de gemeente met belangrijkste infrastructuur, bodemgebruik en omliggende gemeenten

## Demografie
Onderstaande figuur toont het verloop van het inwonertal (bron: INSEE-tellingen).